# 1717

## Esdeveniments
Països Catalans
- 11 de maig: la Universitat de Cervera passa a ser l'única oficial a Catalunya en el moment en què el rei Felip V d'Espanya decreta la supressió de les sis universitats de Catalunya i la creació d'una única universitat central a la ciutat de Cervera. Les institucions del Principat no van poder fer valdre els privilegis tradicionals en haver estat abolides. En l'elecció de Cervera va influir sobre la fidelitat dels seus habitants a Felip V, però també el fet de ser un lloc no gaire gran, sense guarnició militar, de fàcil control de l'alumnat, al centre geogràfic del país i ben comunicat. La Universitat depenia directament i totalment de la monarquia espanyola.[1]

Resta del món
- 4 de gener, La Haia, Països Baixos: les Províncies Unides, el Regne de França i el Regne de la Gran Bretanya signen la Triple Aliança per a obligar Espanya a complir les disposicions del Tractat d'Utrecht
- 1 de febrer, Regne de Polònia i Lituània: en el Silenci del Sejm s'acaba amb les pretensions d'August II de Polònia d'establir al seu regne una monarquia absoluta i inicia l'augment de la influència russa al país. En aquest esdeveniment l'exèrcit rus va ocupar el Parlament i va fer aprovar la concòrdia establerta pel tsar Pere I de Rússia.
- Fundació de Montevideo
- Espanya trenca el Tractat de Rastadt i ocupa temporalment Sardenya[2]
- El Parlament d'Anglaterra fixa com a possible pena la deportació a Amèrica, fet que ajudarà a poblar el continent[3]
- Trasllat de la Casa de la Contractació d'Índies de Sevilla a Cadis

## Naixements
- 27 de gener, Eichenau: Marianne Pirker, cantant alemanya
- 28 de gener, Constantinoble: Mustafà III, soldà de l'Imperi Otomà.
- 13 de maig, Viena: Maria Teresa I d'Àustria, arxiduquessa d'Àustria, duquessa de Milà, reina d'Hongria i Bohèmia.[4]
- 16 de novembre, París: Jean le Rond d'Alembert, matemàtic i filòsof
- 9 de desembre, Stendal, Brandenburg: Johann Joachim Winckelmann, fundador de la història de l'art i de l'arqueologia com a disciplines modernes (m. 1768).[5]
- 5 de juliol: Pere III de Portugal, rei portuguès (1777-86)

## Necrològiques
- 9 de juny, Blois: Madame Guyon, escriptora, mística i heretge francesa.[6]
- Kavala, Grècia otomana: Sari Mehmed Paixà, militar i home d'estat otomà del segle xviii, és executat per rebel·lió.